# Ebenezer Rockwood Hoar
Ebenezer Rockwood Hoar (Concord, 21 febbraio 1816 – Concord, 31 gennaio 1895) è stato un politico statunitense.

## Biografia
Fu il 31º procuratore generale degli Stati Uniti durante la presidenza di Ulysses S. Grant (18º presidente).
Figlio di Samuel Hoar (1778 - 1856) e Sarah Sherman era fratello di George Frisbie Hoar. Studiò all'università di Harvard terminandola nel 1835, sposò Caroline Downes Brooks (1820-1892). Alla sua morte il corpo venne seppellito nel cimitero di Sleepy Hollow, Concord.